# Voalavo antsahabensis
Voalavo antsahabensis is een knaagdier uit het geslacht Voalavo dat voorkomt in de bergregenwouden van het Anjozorobe-gebied in het Centrale Hoogland van Madagaskar. Deze soort verschilt in een groot aantal kenmerken van de andere soort van het geslacht, Voalavo gymnocaudus uit de bergen Anjanaraharibe-Sud en Marojejy in het noorden van Madagaskar. V. antsahabensis werd pas ontdekt na jarenlange studies in het Anjozorobe-woud.